# Slampamper
Een slampamper is in de scheepvaart een stalen pen die door de laatste schalm van de ankerketting wordt gestoken om als laatste zekering de ketting aan het schip te houden. 
De grote krachten van het bewegende schip worden opgevangen door het zogenaamde broodje, dat voor de ankerlier tussen twee schalmen op de ketting wordt gelegd. Dit om de ankerlier, die eveneens een voorziening tot blokkering van de ankerketting heeft, te ontlasten en slechts te gebruiken voor het inhalen van het betreffende anker. De slampamper is een belangrijk veiligheidsmiddel; mocht de ketting door wat voor reden dan ook verder "vallen", dan voorkomt de slampamper dat de ketting en het anker volledig in zee verdwijnen.
De kracht die de slampamper kan hebben is echter bewust beperkt. Mocht de ketting met een dermate grote snelheid uitgegeven worden dat er schade aan de ankerwinch zou ontstaan als de slampamper wel zou houden, dan breekt deze waardoor de ketting geheel uitloopt.
Ook moet de slampamper in geval van nood manueel uit de laatste schalm verwijderd kunnen worden. Het is daarom verplicht om in de buurt van de slampamper een grote (voor)hamer te hebben. Als het anker om wat voor reden niet kan worden opgehaald, maar het schip wel los moet komen, dan kan men de slampamper door een klap met de hamer losslaan, en zo de ketting geheel in zee laten vallen.

## Andere betekenissen
Het woord slampamper is van oudsher een beledigende term voor iemand die weinig of niets uitvoert.